# Liacarus chiebunensis
Liacarus chiebunensis är en kvalsterart som beskrevs av Fujita och K. Fujikawa 1984. Liacarus chiebunensis ingår i släktet Liacarus och familjen Liacaridae. Inga underarter finns listade i Catalogue of Life.